# 風疹ウイルス
風疹ウイルス（ふうしんウイルス、Rubella virus）は、風疹の原因となるRNAウイルスである。マトナウイルス科ルビウイルス属に属する唯一の種である。宿主はヒトのみが知られている。

## 分類
風疹ウイルスは2018年までトガウイルス科に分類されていたが、マトナウイルス科に変更され、新設されたレルムであるリボウィリアに属するにことになった。その後、2019年にはへぺウイルス科などと共にヘペリウイルス目に分類され、界から目までも決定された。

## 構造
風疹ウイルスは正20面体のカプシドの上に、エンベロープを持っている。直径は60 nmから70 nm程度である。なお、このエンベロープには赤血球を凝集させる作用があることが知られている。カプシドの中には風疹ウイルスのゲノムが含まれている。風疹ウイルスのゲノムは1本鎖のRNAであり、その中に含まれるE1遺伝子は風疹ウイルスの検出に役立っている。ゲノムのRNAは+鎖であり、したがって、そのまま感染した細胞でmRNAとして機能し、感染した細胞のリボソームに風疹ウイルスが必要とするタンパク質を作らせることが可能である。

## 生活環
風疹ウイルスはヒトのみを自然宿主とし、感染すると風疹ウイルス感染症を発生させ得る。感染後は免疫が不充分である場合、主に上気道やリンパ節などで増殖しながら、場合によってはウイルス血症を引き起こして全身に風疹ウイルスが広がってゆく。ただし、感染しても不顕性感染で終わり、明確な症状を示さない場合もある。その上、風疹ウイルス感染症を発症しても、出生後であれば、通常は数日で回復する。しかしながら、風疹ウイルス感染症を発症中は元より、風疹ウイルス感染症を発症する前の潜伏期であっても、感染者は風疹ウイルスを周囲に放出し、ヒトからヒトへと飛沫感染によって広がってゆく。さらに、風疹ウイルスは妊婦から胎児への胎盤を通した感染、すなわち垂直感染も引き起こす。風疹ウイルスは胎盤で増殖し、そこから、胎児の血中に侵入して、そのまま胎児の細胞でも増殖するのである。この結果、胎児に先天性風疹症候群を引き起こし、胎児は難聴や心疾患などを抱えて出生してくる可能性がある。特に、妊娠初期に免疫が不充分な妊婦が風疹ウイルスに感染すると、先天性風疹症候群を引き起こす危険性が高いため、風疹ウイルスはTORCH病原体（TORCH agent）の1つに分類されている。

## TORCH病原体
風疹ウイルスはTORCH病原体の1つである。この「TORCH」とは、胎児に先天性の異常を引き起こす病原体として知られている病原体の頭文字を取ったものだが、このうちの「R」は風疹ウイルス（Rubella virus）の頭文字である。
- T - トキソプラズマ（Toxoplasma）や、梅毒の病原体であるトレポネーマ（Treponema）の「T」である。
- O - Other、つまり、その他。
- R - 風疹ウイルス（Rubella virus）の「R」である。
- C - サイトメガロウイルス（Cytomegalo virus）の「C」である。
- H - 単純ヘルペスウイルス（Herpes simplex virus）の「H」である。

## 風疹ワクチン
RNAウイルスは一般的にゲノムが比較的不安定で変異しやすい言われているものの、風疹ウイルスの場合は、ワクチン接種が有効とされており、弱毒風疹生ワクチンも存在する。ただし、ワクチンを接種しても直後から効果が得られるわけでは無い上に、TORCH病原体の1つである風疹ウイルスの生ワクチン、すなわち、病原性を弱めてあるとは言え増殖能力を持った風疹ウイルスであるため、このワクチンは妊婦に対して禁忌とされており、妊娠中は使用できない。そして、胎児に先天性風疹症候群が起きた場合は、基本的に回復不能であり、胎児は出生後、生涯にわたって障害を抱えることになる。したがって、特に妊娠を希望する女性は、妊娠する前に接種しておくことが望ましいとされている。中には、初潮を迎える前の女児に、弱毒風疹生ワクチンを接種するようにしている地域も見られ、例えば日本では2015年以降は1歳から2歳までの間と6歳から7歳までの間に接種できるような施策を取っている。
しかしながら、弱毒風疹生ワクチンであるため、免疫抑制剤を使用している者や、ステロイドホルモン剤の大量使用に伴って免疫抑制状態にあると考えられる者に対しても禁忌であり、使用できない。弱毒風疹生ワクチンは比較的安全なワクチンとされているものの、免疫抑制状態では弱毒性とは言え、風疹ウイルスの増殖を押さえ込めない可能性があり、危険だからである。この他、一般的なワクチンと同様に、重篤な急性疾患に罹患していたり、高熱を発していたりしても、安全のために禁忌とされており、使用できないなど、制約も存在する。また、一般的なワクチンと同様に、一定の確率で副作用も発生し得る。
なお、風疹ワクチンの保管上の注意点として、弱毒性の風疹ウイルスが失活しないように、5 ℃以下で凍結しないように保存しなければならず、また、太陽光や紫外線に当てないように遮光を必要とする。